# Jiří Feureisl
Jiří Feureisl (Strašice, 3 ottobre 1931 – 12 maggio 2021) è stato un calciatore cecoslovacco, di ruolo attaccante.